# テレ朝エンジェルアイ
テレ朝エンジェルアイ（テレあさエンジェルアイ、TV-Asahi Angel Eye）は、2001年から2004年までの4年間、テレビ朝日が毎年選出していた女性アイドルユニット及びその企画。

## 概要
2001年度からスタートし、将来性豊かな若手グラビアアイドルを毎年数名程度選び出し、テレビ朝日のマスコットキャラクターとして各種イベントやテレビ番組に出演して活動してもらうほか、イメージビデオ・DVD、トレーディングカード、写真集等といった関連グッズを製作・販売する企画を通してアイドルを育てていこうというものである。イメージビデオ及びDVDの販売はエイベックスが行っていた。
イメージビデオ・DVDの発売を記念してのイベント（握手会などを含む）も、それぞれの年度ごとに、数回程度開催されてきた。
しかし、2005年度以降の活動は行われていない。

## 歴代テレ朝エンジェルアイ

### テレ朝エンジェルアイ2001

#### メンバー
- 石川恵理
  - 出自：1987年4月9日、東京都
- 大沢安希
  - 出自：1985年5月11日、東京都
- 大城美和
  - 出自：1983年8月26日、北海道
- 樹里
  - 出自：1983年12月17日、東京都

#### イメージビデオ
- 石川恵理 道～Michi～
- 大沢安希 I DOLL～アイ ドール～
- 大城美和 マウイ伝説～レジェンド～
- 樹里 樹里の撮影日記

（以上、いずれも2001年8月発売）
- Private Resort（2002年3月）

### テレ朝エンジェルアイ2002

#### メンバー (2002)
- 伊織
  - 出自：1982年6月24日、埼玉県
- 加藤美佳
  - 出自：1985年2月12日、東京都
- 木南晴夏
  - 出自：1985年8月9日、大阪府
- 原田由美子
  - 出自：1984年7月19日、神奈川県
- MEGUMI
  - 出自：1981年9月25日、岡山県

#### イメージビデオ (2002)
- ワクワク・ドキドキ宣言! 伊織
- ワクワク・ドキドキ宣言! 加藤美佳
- ワクワク・ドキドキ宣言! 木南晴夏
- ワクワク・ドキドキ宣言! 原田由美子
- ワクワク・ドキドキ宣言! MEGUMI

（以上、VHSは2002年7月発売、DVDは2002年8月発売）
- 南の島で大運動会（2002年10月）

#### 写真集 (2002)
- water melon（2002年7月、フォーブリック）撮影：宮澤正明

### テレ朝エンジェルアイ2003

#### メンバー (2003)
- 伊藤あい
  - 出自：1981年10月28日、埼玉県
- 桜木睦子
  - 出自：1988年3月23日、東京都
- 根本はるみ
  - 出自：1980年7月28日、千葉県
- 矢吹春奈
  - 出自：1984年12月18日、東京都

#### イメージビデオ (2003)
- 伊藤あい 初めての・・・AI体験
- 桜木睦子 CHIKAKOの美少女伝説
- 根本はるみ HARUMIの衝撃スクープ
- 矢吹春奈 HARUNA系南の島日記

（以上、いずれも2003年7月発売）
- 卒業スペシャル最後の聖戦!?ハワイで真剣勝負!（2004年3月）

#### 写真集 (2003)
- いっぱいラブ（2003年7月18日、ワニマガジン社）ISBN 4898298877 撮影：斉木弘吉

### テレ朝エンジェルアイ2004

#### メンバー (2004)
- 小林恵美
  - 出自：1983年1月1日、東京都
- 高橋真唯
  - 出自：1984年2月23日、福岡県
- 夏川純
  - 出自：1980年9月19日、東京都（選出当時のプロフィール。後に修正された内容については、本人の項目参照）
- 星ひとみ
  - 出自：1981年7月22日、東京都

#### イメージビデオ (2004)
- 小林恵美 Garnet Devil
- 高橋真唯 Amethyst Kaleidoscope
- 夏川純 Pink Sapphire
- 星ひとみ Sexy Ruby

（以上、いずれも2004年7月発売）
- 本当に最後の聖戦 グアムで本気の真剣勝負（2004年11月）

#### 写真集 (2004)
- ANGEL EYE 素肌天使 (2004年7月2日、竹書房) ISBN 4812417155 撮影：山岸伸